# Colligiana
L'Unione Sportiva Dilettantistica Colligiana è una società calcistica italiana con sede nella città di Colle di Val d'Elsa, in provincia di Siena.
Fondata nel 1922, fallì a seguito dell'esclusione dalla Serie D 2010-2011 per inadempienze economiche: la tradizione sportiva passò pertanto alla neonata società Colle Giovane, ripartita dal campionato di Terza Categoria della Provincia di Siena. Nel luglio 2011, dopo essersi fusa con il Monteriggioni Calcio, la squadra biancorossa ha assunto la denominazione di Olimpia Colligiana (poi nuovamente mutata in U.S.D. Colligiana nel 2015) e si è iscritta al campionato di Eccellenza Toscana.
Dalla stagione 2018-2019 milita nel campionato di Eccellenza regionale Toscana, Girone B, quinto livello della piramide calcistica nazionale italiana.

## Storia

### Le origini
L'Unione Sportiva Colligiana venne fondata il 21 aprile 1922 e come primo presidente fu nominato Remo Bocci. Inizialmente la società si occupava anche di altre discipline sportive, come ginnastica e ciclismo. È del 6 maggio 1923 la prima vera gara di calcio: una amichevole contro la Mens Sana Siena terminata con il risultato di 1 a 1.
Fin dalle origini affiliata alla F.I.G.C., disputa dei buoni campionati approdando, dopo avere conquistato il campionato di Quarta Divisione vincendo gli spareggi con il Grosseto, alla Terza Divisione nella stagione 1926-1927: la squadra allenata da Frigerio si classificò al secondo posto. Nel 1927-1928 è in Terza Divisione e, nel campionato successivo, partecipa al torneo di Seconda Divisione, precursore dell'epoca del Campionato Interregionale) ottenendo un 5º posto finale nel girone G. Nelle stagioni successive continua a militare in Seconda Divisione ottenendo, agli ordini di mister Zagni, un 10º posto nel campionato 1929-1930 e un 8º posto nella stagione successiva. I campionati erano gestiti dai Direttori Regionali di Zona, per la Toscana il Direttorio VIII, mentre le finali e la promozione nella categoria superiore erano di competenza del Direttorio Divisioni Superiori.
Con l'eccezione dei transitori campionati di Serie C 1946-1947 (che non riuscì a completare per difficoltà finanziarie) e 1947-1948, la società ha sempre militato fra i dilettanti, disputando oltre venti campionati di Serie D o equivalenti fino alla stagione 2008-2009, quando approda in Lega Pro Seconda Divisione.
Negli anni successivi alla stagione 1947-1948 e fino al campionato 1952-1953, la Colligiana ha militato nel campionato di Promozione o IV Serie.

### Nel 1927 le maglie donate alla Fiorentina
Nel 1927 la Colligiana donò le proprie maglie alla Fiorentina, in onore della storica fratellanza tra Colle di Val d'Elsa e Firenze. Durante il Medioevo Colle di Val d'Elsa fu quasi sempre fedele allo schieramento guelfo fiorentino. Nel 1479 il comune di Firenze fece una delibera dichiarando "cittadino onorario di Firenze ogni persona che nasce nel territorio di Colle di Val d'Elsa, in qualsiasi epoca": si trattò di una delibera senza tempo. Nel 1927 la donazione delle maglie rappresentava un grande gesto anche perché le maglie erano fatte a mano e occorreva sacrificio per farle. La forte amicizia tra i tifosi della Colligiana e molti tifosi della Fiorentina è stata ribadita nel 1973 quando i tifosi biancorossi hanno voluto che la Colligiana affrontasse l'amichevole con il Genoa, vinta poi 2-1, con le maglie viola proprio per onorare l'amicizia con la società viola; anche nel 1982 i tifosi biancorossi hanno voluto la Fiorentina per inaugurare il nuovo stadio.

### Il record di vittorie consecutive
Nella stagione 1957-1958 la Colligiana, sotto la presidenza dell'ing. Giustino Gallanti e con Gino Manni allenatore, visse una delle pagine più importanti della sua storia e balzò sulle cronache televisive e giornalistiche nazionali: in quella stagione ottenne infatti il record italiano e quello europeo di 17 vittorie consecutive, vincendo il campionato di Prima Divisione e diventando campione regionale. Il record era appartenuto in precedenza al Siena, con la squadra definita "miracolo", con 14 incontri vittoriosi nel 1955-1956 (il Siena a sua volta aveva superato la Juventus con 11 vittorie) e alla formazione ungherese dell'Esztergom (16 vittorie su 16 incontri).
Attualmente il record è detenuto, per i campionati professionistici, dai portoghesi del Benfica di Lisbona con 29 vittorie consecutive
; nei campionati professionistici italiani il record appartiene all'Inter con 17. In Italia, nelle serie minori sono diverse le società che hanno battuto il record: l'Alassio F.C. (34, Prima Categoria Ligure) nel 2017, Ponsacco (33, Seconda categoria toscana) nel 2013, l'Olimpia Montenero (24, Seconda Categoria molisana 2007-2008), Villese (24, Eccellenza calabrese 2004-2005), Luogosano (24, Prima Categoria campana), Giana Erminio (23), Nola (23, Seconda Categoria campana), Real Bulciago (19, Terza Categoria lombarda 2000-2001) e Real Como (Seconda Categoria lombarda).

### Gli anni sessanta e settanta
Negli anni sessanta la Colligiana disputò il campionato di Prima Categoria, sperando di essere inserita dalla federazione nel nuovo campionato di Promozione, ma venne accusata di illecito sportivo e, dopo varie sentenze e reclami, retrocessa in Seconda Categoria.
Era il campionato 1968-1969 e la Colligiana allestì una squadra per risalire subito di categoria. Dopo una dura lotta con il Castellina, la Colligiana vinse il campionato e tornò nella serie superiore. Con mister Uliano Vettori giocarono, tra gli altri, Paolo Fratiglioni in porta; in difesa Sergio Ciampoli, Carlo Cigni, Vito Galgani, Simoni, Nevio Vannuccini, Gasparri; a centrocampo Pietro Fratiglioni, Angelo Tonani, Ciardi; in attacco Mario Tozzi, Fleano Pineschi, Palazzini.
Nel campionato 1972-1973 la Colligiana, alla cui guida, a stagione iniziata, ritornò Gino Manni (l'allenatore del record), riuscì a salire in Promozione vincendo il campionato di Prima Categoria: alla fine del girone di andata la squadra era distanziata dal Cecina, primo in classifica, di sette punti ma, nel girone di ritorno recuperò lo svantaggio e, alla fine, distanziò la rivale Cecina, che si classificò al secondo posto, di cinque punti. Agli ordini di mister Manni e del presidente Igino Bartoli: i portieri Alfredo Paolicchi (ex Fiorentina nella stagione 1965-1966) e Luigi Serpi; i difensori Roberto Spinelli, Paolo Fredianelli, Mauro Marini, Mauro Viviani, Luciano Manni; i centrocampisti Pietro Fratiglioni, Aleandro Aiazzi, Rolando Baldi, Mauro Ciampi; gli attaccanti Gaetano Siracusa, Mario Tozzi, Mauro Barsotti e Ottavio Rauggi.
Vinse quindi il campionato di Prima Categoria 1972-1973 e approdò in Promozione dove disputò diversi campionati di alta classifica per poi retrocedere nel campionato 1978-1979. Nel maggio 1974 la Colligiana sconfisse per 2-1 in amichevole il Genoa, che militava in Serie A e che vantava giocatori del calibro di Mario Corso, Roberto Rosato, Gigi Simoni, Claudio Maselli e Antonio Bordon.

### Gli anni settanta, le amichevoli in maglia viola
Gli anni settanta vengono oggi ricordati anche per le amichevoli disputate con la maglia viola, che fu voluta dai tifosi biancorossi di quel periodo, per il forte legame che allora univa la Colligiana alla Fiorentina. Erano anni nei quali nasceva il tifo organizzato grazie al gruppo dei "guelfi", palesemente filofiorentini, che avevano una forte rivalità verso quella parte di tifosi del Siena che allora si definivano "ghibellini". Anche nell'amichevole con il Genoa, vinta 2-1, la Colligiana indossò le maglie viola.

### Gli anni ottanta
La stagione 1981-1982 iniziò con una crisi societaria: venne eletto un nuovo consiglio e affidata la presidenza a Pietro Fratiglioni, ex-giocatore biancorosso. La società tornò alla ribalta delle cronache nazionali organizzando nel 1982, per finanziarsi, il più colossale torneo di briscola fino allora organizzato, con la partecipazione di migliaia di coppie e con in palio addirittura un appartamento.
La squadra aveva l'obiettivo della salvezza e si affidò a giocatori locali come Paolo Fratiglioni, già portiere nel campionato 1968-1969, Franco Michelucci, Paolo Buzzichelli, Gaetano Siracusa e ad alcuni giocatori del vivaio come Luca Vettori, Carlo e Pasquale Pondrelli, Massimo Conforti, "Gigino" Gozzi e Sergio Secchi.
Nel 1982, la Colligiana abbandonò il vecchio campo sportivo per il nuovo Stadio Comunale che, successivamente, sarà intitolato a Gino Manni, maggior gloria calcistica locale con trascorsi, da terzino, nel Siena, nel Modena, nella Juventus, nel Napoli e nel Cosenza e più volte allenatore biancorosso, come nell'anno del record europeo. Venne invitata la Fiorentina, allora della famiglia Pontello, per inaugurare il nuovo stadio.
Nella stagione 1983-1984, con il nuovo allenatore Mauro Bettarini, padre del più famoso Stefano, la Colligiana vinse il campionato e tornò in Promozione. La rosa comprendeva i portieri Paolo Fratiglioni e Massimo Cambi; i difensori Sergio Sezzatini, Alessio Guidotti, Pasquale Pondrelli, Massimo Cappelli, Paolo Buzzichelli; i centrocampisti Luca Vettori, Massimo Conforti, Mario Boschi, Giordano Pucci, Aleandro Aiazzi; gli attaccanti Gaetano Siracusa, Marcello Capecchi, Daniele Paoletti e Angelo Cardone.
Il Campionato di Promozione 1984-1985 vide la squadra biancorossa posizionarsi al sesto posto della classifica finale.

### Gli anni del Campionato Interregionale
La promozione nel Campionato Interregionale avvenne alla fine della stagione 1985-1986, disputata ancora sotto la guida tecnica di Bettarini. Questi i protagonisti di quella stagione: i portieri Massimo Cambi e Daniele Boccacci; i difensori Francesco Bencini, Paolo Buzzichelli, Luigi Dainese, Roberto Mearini, Roberto Pisaneschi e Sergio Sezzatini; i centrocampisti Mario Boschi, Maurizio Caradonna, Giorgio Conforti, Massimo Dondoli, Stefano Guidarelli, Fabrizio Maraghelli, Riccardo Marmugi, Fabrizio Panichi e Luca Vettori; gli attaccanti Roberto Bocci, Gabriele Bonucci, Graziano Giangeri, Daniele Paoletti e Gaetano Siragusa. L'anno successivo la squadra retrocedette in Promozione e venne affidata alla guida tecnica di Ennio Pellegrini, già giocatore della Fiorentina e fu di nuovo promozione nel Campionato Interregionale, che riuscì poi a vincere nella stagione 1990-1991. La vittoria del girone F non valse però l'ammissione automatica alla Serie C2 in quanto, per la prima e unica volta, l'ammissione alla serie superiore richiese una gara di spareggio con la vincente di un altro girone e il sorteggio indicò nell'Avezzano l'avversario. La prima partita si giocò in Abruzzo e la Colligiana uscì sconfitta per 2-0. A niente valse il pareggio a Colle di Val d'Elsa per 1-1.
Sotto la presidenza del compianto Luciano Ninci e sotto la guida tecnica di Piero Braglia: i portieri Filippo Gambelli e Andrea Alboni; i difensori: Gino Balli, Alessandro Caioni, Massimo Cardelli, Riccardo Roselli, Giovanni Guerrini, Simone Settesoldi, Baldassarre Buzzichelli, Fabio Giotti; i centrocampisti Nazzareno Baggiarini, Federico Frediani, Daniele Visani, Cristiano Signorini, Simone Baldi, Isaia Tani, Damiano Baldini; gli attaccanti Antonio Bruno, Giovanni Giordani, Alessandro Franchi, Stefano Cipriani.
Nei campionati successivi la Colligiana si batté sempre tra le prime della classe, come nella stagione 1993-1994 quando la squadra allenata da Giorgio Rosadini giunse alle spalle della più blasonata Pro Vercelli, nonostante la prolifica annata di Mastacchi, che realizzò 19 reti e di Filippo Gambelli, portiere biancorosso che per ben 7 partite difese la porta senza subire reti e che al termine della stagione passò al Siena, in Serie C1. Fu anche l'anno della giovane promessa Tommaso Movilli che a fine stagione passò al Verona.
Nella stagione 2001-2002 la Colligiana disputò la Serie D per la 15ª volta consecutiva (record nazionale): la squadra di mister Claudio Rastelli si classificò al quart'ultimo posto e, nonostante i ricorsi presentati per le irregolarità nella partita persa a Todi (il Todi avrebbe schierato in campo un giocatore che non avrebbe potuto giocare e viene multato, il giocatore squalificato, ma il ricorso respinto), retrocede in Eccellenza.

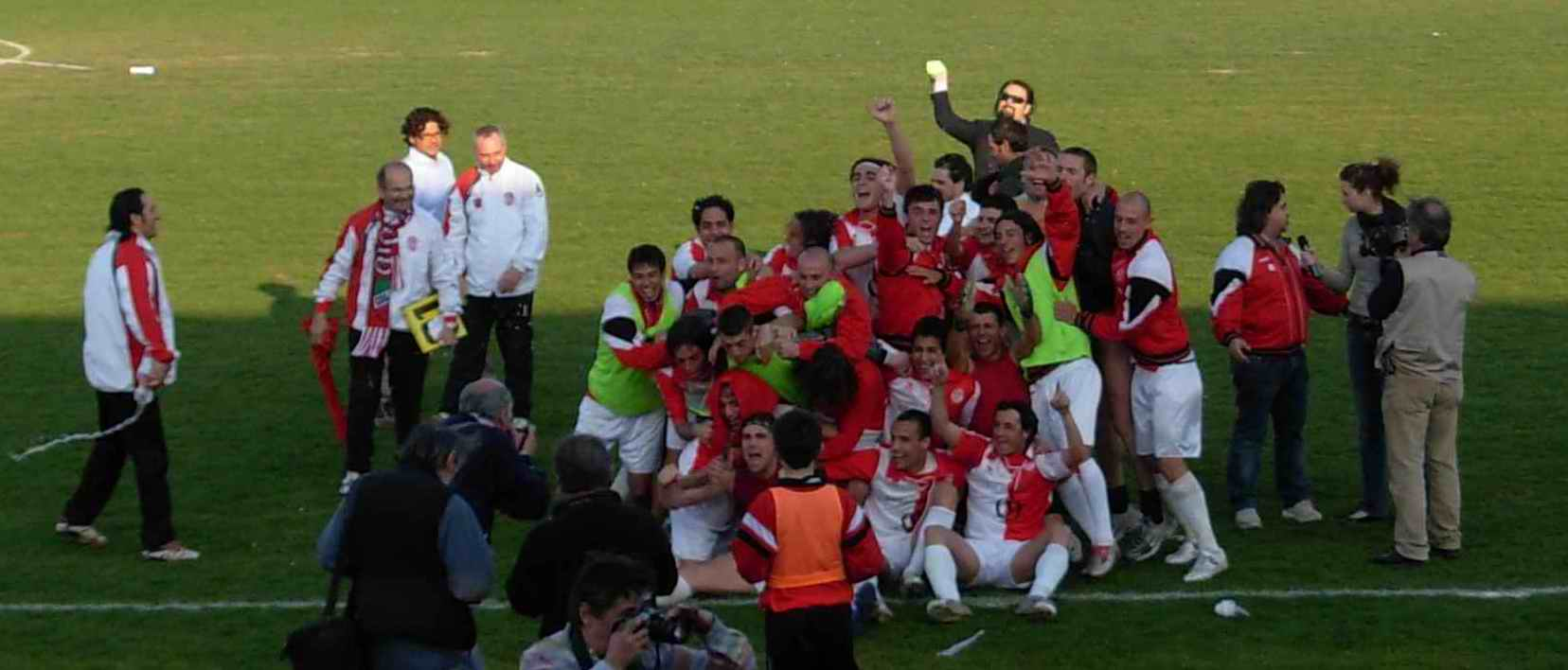
Campionato 2006-2007: primi festeggiamenti in campo per la promozione in Serie D

Alcuni campionati di assestamento e poi, con l'avvento alla presidenza di Fabio Biancucci e Mauro Monnecchi, la Colligiana inizia a ottenere i primi risultati. Nella stagione 2006-2007 vince il campionato di Eccellenza toscana, girone B, con diverse giornate di anticipo e conquistando la promozione in Serie D. Rigucci e Rojas si sono classificati ai primi due posti della classifica marcatori. Agli ordini di mister Roberto Biccherai: i portieri Lapo Giusti, Marco Gioli e Francesco Bianciardi; i difensori Gionata Antoni, Davide Bertolucci, Luca Bonini, Massimiliano Burchi, Marcello Labruna, Andra Pobega e Alessio Vannini; i centrocampisti Hector Simon Acosta, Paolo Andreotti, Alessandro Bartoli, Andrea Corsi, Stefano Illiano, Matteo Lombardi; gli attaccanti Luigi Guerrera, Manuel Nencini, Atos Rigucci, Fermin Rojas, Dario Pietro Tranchitella e Simone Vespignani.
Nella stessa stagione la formazione Juniores, guidata da Paolo Molfese, ha vinto il campionato di categoria e conquistato il titolo di campione regionale. Nelle fasi nazionali si ferma ai quarti di finale, eliminata dal Tor di Quinto, campione in carica.

### Il campionato 2007-2008

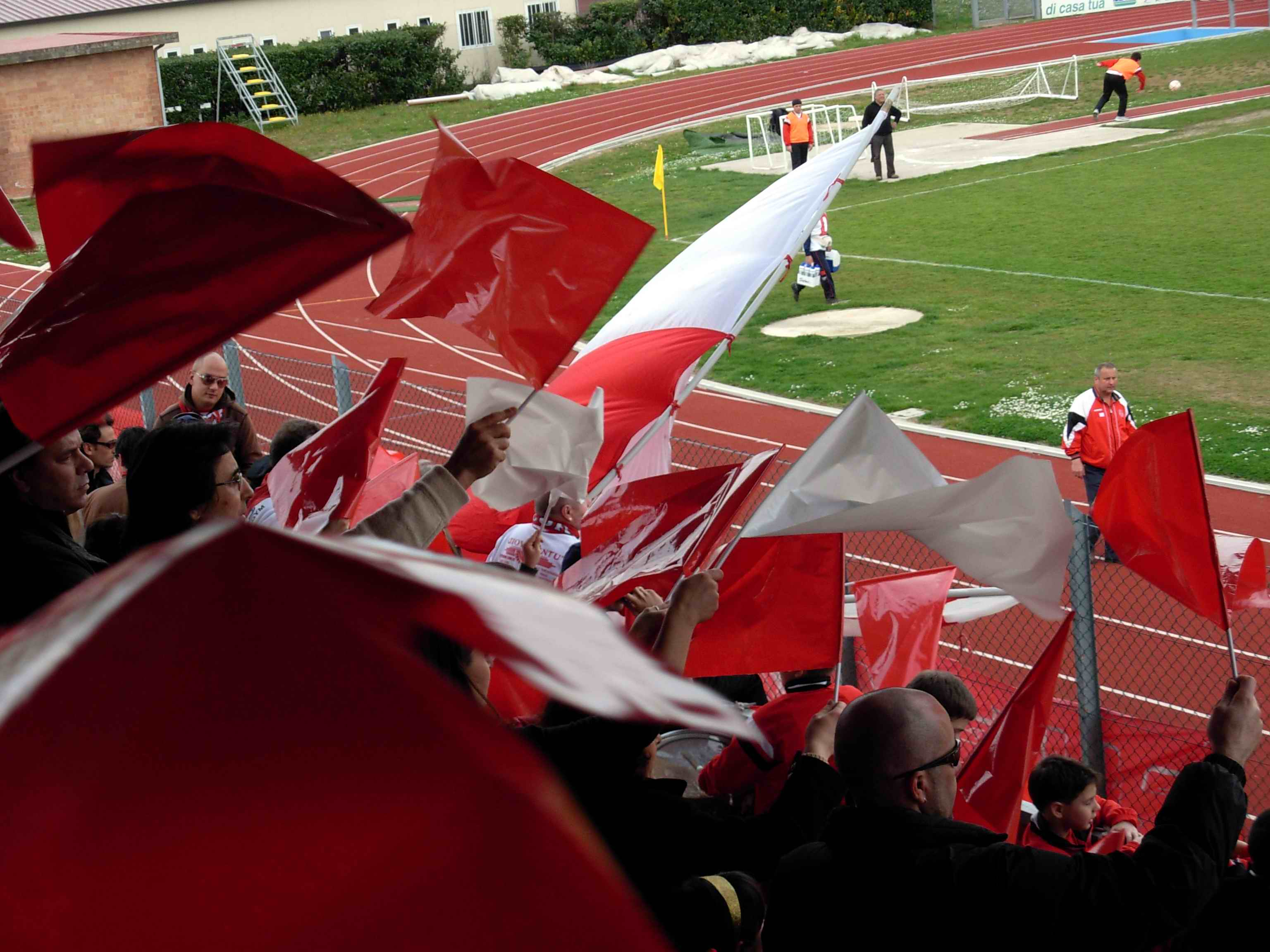
Festeggiamenti per la promozione in Serie D

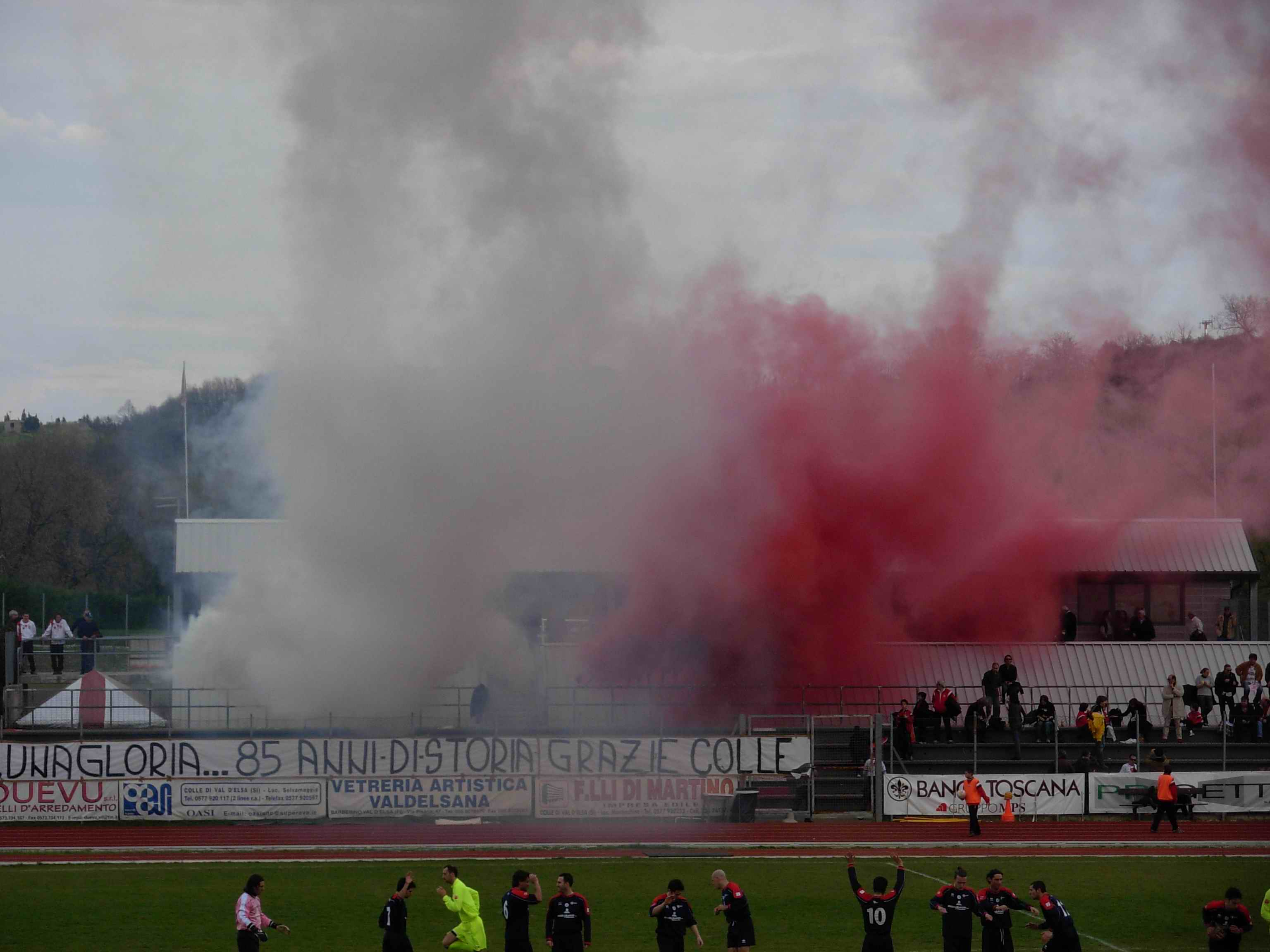
Festeggiamenti per la promozione in Serie D

Il campionato 2007-2008 ha visto la Colligiana impegnata nel girone E di Serie D, campionato al quale partecipa per la ventunesima volta. Ha raggiunto la finale della Coppa Italia Serie D perdendo con il Como: nel doppio confronto, ha perso l'andata a Como per 2-0 e pareggiato per 1-1 nel ritorno a Colle di Val d'Elsa.
Concluso il campionato al secondo posto, alle spalle del Figline, conquista direttamente le semifinali nazionali dei play-off in quanto finalista di coppa (il Como ha vinto il proprio campionato ed è stato promosso direttamente). Battuto l'Alghero nel doppio confronto, perde la finale nazionale contro la Sambonifacese ma, in virtù di questi piazzamenti, la Colligiana si trova al terzo posto nelle graduatorie per il ripescaggio in Seconda Divisione e fu quindi ammessa a questo campionato per la stagione 2008-2009.
Come nella stagione precedente, la squadra Juniores, guidata da mister Paolo Molfese, vince il proprio girone del campionato nazionale di categoria classificandosi prima (per differenza reti) a pari punti con la Figlinese.

### Seconda Divisione 2008-2009
La Colligiana disputa il campionato di Lega Pro Seconda Divisione: unico obiettivo della stagione mantenere la categoria mirando a una salvezza magari anticipata. Alla guida della squadra il confermato Roberto Bicchierai e a svolgere le funzioni di direttore sportivo viene chiamato Nario Cardini.
La squadra parte bene e ottiene due vittorie nelle prime due gare. Nelle partite successive la superiorità di gioco della squadra rispetto alle avversarie è vanificata dalle difficoltà di realizzazione degli attaccanti. Qualche partita sotto tono fa piombare la squadra in zona play-out. Nel novembre del 2008 viene nominato Direttore generale l'ex-calciatore Giorgio Bresciani, mentre Cardini rassegna le proprie dimissioni. Alcune buone prestazioni, la solidità difensiva e la ritrovata vena realizzativa di Tranchitella non sono però sufficienti a garantire una continuità di successi. La fine del girone di andata vede la Colligiana a 22 punti, subito sopra la zona play-out.
Dopo la 7ª giornata di ritorno, viene esonerato Bicchierai e la guida tecnica della squadra viene affidata ad Agatino Cuttone che, a sua volta, dopo otto giornate e soli otto punti guadagnati, con due giornate ancora da disputare, viene sostituito dall'allenatore in seconda Girolamo Mesiti. In entrambi i casi la squadra si trova fuori dalla zona play-out. La fine del campionato vede la Colligiana al 12º posto (in coabitazione con la Sangiovannese) con la permanenza in categoria assicurata senza dover ricorrere agli spareggi.

### Seconda Divisione 2009-2010
Alla guida tecnica viene chiamato Maurizio Costantini, che vanta un passato da calciatore in Serie C e in Serie B. Nuovo anche l'assetto societario, con molti volti nuovi alla corte del patron Biancucci e del Direttore generale Giorgio Bresciani. Molte le novità tra i calciatori: rispetto alla stagione precedente restano i soli Collini, Billio, Savoldi, Russo e Pellegrini.
Dopo la sconfitta interna alla nona giornata di campionato, Costantini viene esonerato. La conduzione della squadra è affidata all'allenatore in seconda Zaccaroni. Anche il presidente Biancucci, per motivi personali legati alla sua attività imprenditoriale, si dimette dalla carica, pur mantenendo il suo ruolo nel Consiglio d'amministrazione e la maggioranza azionaria. Bresciani lo sostituisce nella carica di presidente mentre Giuliano Sili, già all'Arezzo e al Montevarchi, assume la carica di Direttore generale.
Il 25 novembre 2009, Maurizio Costantini viene richiamato alla guida della squadra; se ne va Zaccaroni mentre il ruolo di allenatore in seconda viene assunto dal mister della squadra primavera Riccardo Marmugi, ex-giocatore biancorosso. A gennaio 2010, con la squadra relegata all'ultimo posto in classifica, viene di nuovo esonerato Costantini per far posto a Rodolfo Vanoli, già alla guida della squadra Primavera dell'Udinese. Numerose le partenze e gli arrivi in maglia biancorossa durante la sessione invernale del calciomercato: tra gli arrivi quello eccellente del trentaseienne Mirko Conte, con un passato tra le file di Sampdoria e Inter.
Con la sessione invernale del calciomercato arrivano in biancorosso altri giocatori tra cui Cristian Iannelli, dal Catania via Nocerina; Stefano Furno, dal Benevento; Alessandro Visone dall'Arezzo; Giacomo Canalini, dalla primavera del Torino; Andrea D'Amico, dal Catania, con cui aveva esordito in Serie A; Thomas Lucie Smith, dal Potenza e Francesco Piemontese, dal Rovigo. Seguono i successi esterni nel derby con il Poggibonsi (2-0 il risultato per i biancorossi, ancora con un gol di Tortolano), di San Marino e di Vasto.
Finito il campionato, la compagine biancorossa deve vedersela con la Giacomense, che la precede di due punti in classifica, nei play-out: due pareggi con lo stesso risultato di 1-1 sanciscono la retrocessione della squadra valdelsana, che si è vista annullare il gol salvezza di capitan Collini nei minuti di recupero della partita di ritorno a Portomaggiore.

### L'esclusione dai campionati e la rinascita
All'atto delle iscrizioni ai tornei della stagione 2010-2011 la Valdelsa Football Colligiana viene esclusa dal campionato di Serie D dalla Lega Nazionale Dilettanti, per irregolarità finanziarie e non si iscrive ad alcun campionato pur rimanendo iscritta nei ruoli federali. Per proseguire l'attività calcistica cittadina viene quindi fondata una nuova Società, l'Associazione Sportiva Dilettantistica Colle Giovane, che tenta senza fortuna di iscriversi al campionato di Eccellenza regionale e che si trova costretta a ripartire dalla Terza Categoria. L'assetto societario della nuova società vede presidente Giuseppe Carchivi e vicepresidenti Massimo e Paolo Rugi, mentre team manager è Enzo Menichetti. La società allestisce una squadra all'altezza, affidata a mister Paolo Molfese e dopo aver vinto la Coppa Provinciale vince anche il campionato che l'ha vista in testa dalla prima all'ultima giornata.
Nel luglio 2011, attraverso un'operazione societaria che ha coinvolto anche il Monteriggioni, la squadra biancorossa, con la denominazione di Olimpia Colligiana, si iscrive al campionato di Eccellenza regionale.
Sfiorati i play-off nella stagione 2011-2012, l'Olimpia Colligiana vince il campionato nella stagione successiva, ritornando quindi in Serie D. Partita senza i favori del pronostico, la squadra biancorossa, dopo qualche passo falso, si porta alle spalle di Sangiovannivaldarno e San Donato Tavarnelle. Chiuso il girone di andata al terzo posto, la Colligiana nel girone di ritorno ottiene tutte vittorie e un pareggio e a due giornate dalla fine si porta in testa al campionato. Maurizio Mitra è il capocannoniere della squadra e del girone con 20 reti.

### Serie D 2013-2014
Nella stagione successiva la Colligiana affronta il campionato di Serie D mantenendo in larga parte la rosa della stagione precedente con l'innesto di alcuni nuovi giocatori, tra cui l'altro cannoniere dell'Eccellenza regionale Lorenzo Sciapi, autore di 24 gol e con qualche gradito ritorno in maglia biancorossa come Andrea Corsi, già in Serie D e Seconda Divisione di Lega Pro. Obiettivo stagionale una salvezza tranquilla. Subito una serie positiva di risultati portano la compagine biancorossa nei primi posti della graduatoria. Poi una leggera flessione e poi ancora una serie di vittorie riportano la Colligiana in posizione tranquilla tanto da concludere al settimo posto finale. Nella penultima di campionato una vittoria storica per la compagine di Colle di Val d'Elsa, che espugna il campo dell'Arezzo, che tra le mura amiche non aveva ancora conosciuto la sconfitta.

### Serie D 2014-2015
Dopo un buon inizio la formazione biancorossa affidata a Stefano Carobbi, naviga in acque non tranquille e riesce a salvarsi solo nei play-out contro il San Donato Tavarnelle. in stagione da segnalare la prestazione di Matteo Prandelli, autore di 12 reti.

### Serie D 2015-2016
La Società, che ha cambiato la sua denominazione in U.S.D. Colligiana, conferma alla guida tecnica della squadra Stefano Carobbi. molte le conferme tra i giocatori che hanno vestito la casacca biancorossa nella passata stagione mentre la rosa viene arricchita da diverse quote di valore provenienti soprattutto dal settore giovanile dell'Empoli. Dopo un inizio brillante che la porta anche a occupare la prima posizione in classifica, un periodo di appannamento a metà campionato la porta in posizioni di centro classifica. Nell'ultima giornata si gioca l'accesso ai play off in trasferta con il Ghivizzano Borgoamozzano: il pari consente agli avversari, giunti in classifica a pari merito, di accedere ai supplementari della "regular Season" solo in virtù della classifica avulsa. Il quinto posto, considerato il traguardo iniziale di una salvezza anticipata, è una posizione di tutto rispetto, anche in considerazione del fatto che la Colligiana può vantare anche il miglior attacco del girone con 55 gol all'attivo.

### Serie D 2016-2017
Confermato mister Stefano Carobbi alla guida tecnica della squadra, la Colligiana inizia male il campionato e si ritrova ultima in classifica. Dopo il derby con il Poggibonsi inizia la risalita inanellando ben 16 risultati utili consecutivi che la portano a ridosso della zona play-off. Inaspettatamente perde il derby di ritorno e, complici anche alcuni infortuni che privano la squadra di pedine importanti, nonostante i 43 punti finali, per la classifica avulsa con il Fiorenzuola, è costretta alla gara di spareggio ai Play-out con la Sangiovannese che viene comunque sconfitta per 2 a 1.

### Serie D 2017-2018
Alla guida tecnica della squadra viene confermato Stefano Carobbi. Il campionato della Colligiana è caratterizzato dalla permanenza nelle zone basse della classifica dalle quali non riesce a togliersi. A cinque giornate dalla fine del campionato la guida tecnica della squadra viene affidata a Marco Tosi che non riesce a risollevare la squadra che si classifica all'ultimo posto e retrocede in Eccellenza.

### Eccellenza Regionale 2018-2019
Dopo la retrocessione la Colligiana volta pagina:  nuovo mister è Alessandro Deri, vice è Angelo Trombetta, preparatore dei portieri Fulvio Gianneschi, direttore sportivo Marcello Bucciarelli. La rosa è completamente nuova se si esclude il centrocampista Edoardo Biagi. tra gli arrivi: l'esperto difensore Dario Milianti che guida da par suo la difesa, Samuele Stampa, Andrea Saitta, Lorenzo Marangon; arrivano, tra i giovani, l’italo-inglese Stefan Daniele Broccoli e Mourad Bouhamed che, al pari del colligiano Andrea Pisaneschi, saranno le quote che letteralmente esplodono; in attacco Andrea Aperuta, l’ivoriano Lacine Dosso e l'esperto Jonathan Granito. La Colligiana si mantiene nelle parti alte della classifica. Con il terzo posto la squadra gioca i play off con la Fortis Juventus, con cui ha impattato, in entrambe le gare, per zero a zero nella regular season, ma viene battuta al 93'.

### Eccellenza Regionale 2019-2020
In questa stagione cambia completamente la guida tecnica: Marco Ghizzani è il nuovo allenatore che si avvale della collaborazione di Federico Madau e Massimo Benci, mentre Marco Rustioni è il nuovo preparatore dei portieri. partono alcuni dei protagonisti della scorsa stagione e alcune delle quote che potevano fare la differenza. Questo fa barcamenare la squadra a centro classifica fino alla interruzione del campionato per i problemi legati al Covid19. Anche in Valdelsa, come nel resto di tutta l'Italia calcistica, ci sono state molte proteste contro quelle chiusure e contro quelle restrizioni definite "eccessive" da molti sportivi.

### Eccellenza Regionale 2020-2021
Nuova stagione, nuovo l'assetto tecnico della squadra: Paolo Molfese torna ad essere il mister biancorosso, con lui il vice Claudio Trapassi, il preparatore atletico Paolo Conforti, il preparatore dei portieri Filippo Gambelli, già estremo difensore biancorosso, il direttore sportivo Alessandro Bartoli, ex calciatore e capitano della Colligiana, e l'esperto Direttore Generale Giuseppe Cianciolo. pressoché interamente rinnovato il parco giocatori. La stagione inizia ma viene subito stoppata dopo la seconda giornata a causa del Covid19 mentre molti sportivi valdelsani, come altri sportivi di tutta Italia, manifestano fuori dagli stadi, e nelle piazze, contro le restrizioni e contro le chiusure imposte attraverso decreti contestatissimi. Alla ripresa la Colligiana deve fare i conti con gli infortuni e non riesce a fare il buon campionato che si prefiggeva all'inizio.

### Eccellenza Regionale 2021-2022
Confermato mister Molfese, arriva come vice Luca Alunno Corbucci che prenderà il suo posto dopo le dimissioni. Claudio Mercati è il nuovo preparatore dei portieri. diverse conferme e nuovi arrivi cambiano il volto della squadra, tra i nuovi arrivati l'attaccante ex Inter Aiman Marco Napoli. La stagione terminera' con un finale emozionante e dopo un ulteriore cambio di allenatore,  mister Alessandro Deri porterà i suoi uomini alla salvezza.

### Eccellenza Regionale 2022-2023
Dopo un avvio stentato, a dicembre, viene esonerato mister Deri che era stato confermato dalla precedente stagione. Arriva al suo posto Giacomo Chini. Alla fine la Colligiana si classificherà al secondo posto nella classifica finale. Ai play off la squadra biancorossa viene sconfitta dallo Zenith Prato.

### Eccellenza Regionale 2023-2024
Alla guida tecnica viene confermato Giacomo Chini, con Mirco Bernardoni suo vice e Matteo Baiocchi come collaboratore. Fulvio Gianneschi è ancora il preparatore dei portieri. Il campionato appare subito in salita anche per l’ammissione del nuovo Siena calcio al campionato che contribuisce a vanificare gli sforzi di diverse squadre. L’inizio del campionato non è esaltante complici anche le assenze forzate di diversi giocatori. Con la sessione invernale del mercato calciatori, la rosa si riduce e le cose non migliorano. Solo un ottimo finale di campionato condurrà la Colligiana al quinto posto in classifica ma non sufficiente a garantire i play off per la forbice di punti con le squadre che la precedono in classifica.

### Eccellenza Regionale 2024-2025
La Colligiana cambia la guida tecnica della squadra. Al posto di mister Chini, arriva Francesco Mocarelli, con un passato da 250 presenze con i professionisti e che è alla sua prima esperienza da allenatore dei grandi, provenendo dagli Juniores della Sangiovannese. Lo affiancano nel compito il vice Alessio Bacci, il preparatore atletico Edoardo Lo Russo e il preparatore dei portieri Filippo Gambelli, già alla Colligiana con lo stesso ruolo e come estremo difensore della porta biancorossa. Allo staff si aggiunge la massofisioterapista Francesca Lucente con un passato da calciatrice nella Serie A femminile con la Scalese. L’entusiasmo del nuovo mister si accompagna alla voglia della nuova rosa a sua disposizione di far bene. La rosa è infatti composta da giovani che hanno voglia e fame di far bene. La Colligiana, partita con la sola ambizione di raggiungere la salvezza, staziona costantemente nei piani alti della classifica, grazie alla verve del mister e alla voglia del gruppo dei ragazzi di far bene, con il capitano Vittorio Donati a fare da vero leader in campo e fuori. Nelle ultime giornate di campionato la Colligiana non ottiene le vittorie che avrebbe anche meritato e scivola dal primo al quinto posto (quarto in virtù della classifica avulsa). Nella semifinale dei playoff deve vedersela con il Valentino Mazzola di Siena con cui ha pareggiato entrambe le gare ed arrivata avanti di un punto in classifica. La parità nei tempi regolamentari costringe le squadre ai supplementari ma il risultato con cambia e la Colligiana esce dai playoff. 

## Colori e simboli
I colori sociali sono il bianco e il rosso.

## Strutture

### Stadio
Lo stadio venne inaugurato nel settembre 1982 quando il comune di Colle di Val d'Elsa volle invitare la Fiorentina, allora di proprietà della famiglia Pontello, per l'amichevole inaugurale che si svolse tra la Colligiana e la societa viola alla quale proprio Colligiana, anni prima, avava donato le proprie maglie in onore della fratellanza tra Colle di Val d'Elsa e Firenze. L'impianto che ospita le partite casalinghe del club biancorosso valdelsano è lo Stadio Gino Manni e dal 2020 è divenuto anche l'impianto dell'A.S. Gracciano: altro club valdelsano fondato nel 1964 da Renato Pocci e Aldo Grassi e che nella stagione calcistica 2011-12 ha disputato ben quattro derby, tra coppa e campionato di Eccellenza, proprio con la Colligiana. Lo stadio ha una capienza di oltre 3.000 spettatori, è dotato di una tribuna coperta e di una gradinata scoperta. Sotto la tribuna trovano posto gli uffici della sede sociale, i servizi igienici e i magazzini. Le misure del terreno di gioco sono 105 per 65 metri.
Il complesso sportivo di cui fa parte comprende un campo sussidiario in erba di misure regolamentari, dotato di tribuna scoperta, due campi sussidiari in terra vulcanica, tre campi di calcetto in sintetico, di cui uno coperto, una palestra. Tutti gli impianti sono dotati di illuminazione.

## Società

### Organigramma societario
- Massimo Rugi - Presidente
- Francesca Rugi - Vice Presidente
- Marco Guidi - Allenatore
- ??? - Viceallenatore
- ??? - Preparatore Atletico
- Filippo Gambelli - Preparatore Portieri
- Mirko Lori - Massofisioterapista
- Franco Bandinelli - Team Manager
- Giuseppe Cianciolo - Direttore Generale
- Luciano Bocci - Segretario
- Roberto Francioli - Addetto Stampa

## Allenatori e presidenti
| Allenatori - 1926-1927 Frigerio - 1927-1928 Italo Ferrero - 1928-1929 Pietro Piselli - 1929-1930 Zagni - 1947-1948 Cinzio Scagliotti - 1948-1949 Moretti, Falcinelli - 1949-1951 Gino Manni - 1951-1953 Ostilio Capaccioli - 1953-1954 Del Gamba, Francini, Callaini - 1954-1955 Francini, Callaini - 1955-1957 Vittorio Cappellini - 1957-1961 Gino Manni - 1961 Carlo Di Clemente - 1961-1962 Renato Calzolari - 1962-1963 Aldo Dapas, Amerigo Pinori - 1963-1964 Amerigo Pinori - 1964-1965 Sergio Banti, Fernando Burresi - 1966-1967 Fernando Burresi - 1967-1968 Gino Manni, Uliano Vettori - 1968-1970 Uliano Vettori - 1970-1972 Reano Romoli - 1972 Paolo Palazzini - 1972-1973 Tito Bini, Gino Manni - 1973-1974 Gino Manni - 1974-1975 Mino Soldi - 1975-1976 Vito Galgani - 1976-1977 Fabrizio Mazzocchi - 1977 Gino Manni - 1977-1978 Auro Capresi - 1978-1979 Roberto Marcacci - 1979-1981 Loris Bonini - 1981-1982 Massimo Gori - 1982-1983 Mino Soldi - 1983-1987 Mauro Bettarini - 1987-1989 Ennio Pellegrini - 1989 Mauro Niccolai - 1990 Graziano Landoni - 1990-1992 Piero Braglia - 1992-1993 Maurizio Hemmy - 1993-1994 Giorgio Rosadini - 1994-1995 Alberto Favilla - 1995 Fausto Landini - 1995-1996 Alberto Cei - 1996-1998 Giorgio Rosadini - 1998-1999 Ennio Pellegrini - 1999-2000 Franco Tintisona - 2000-2002 Claudio Rastelli - 2002 Roberto Spinelli - 2002-2003 Riccardo Marmugi - 2003 Salvatore Vassallo - 2003-2004 Paolo Tafi - 2004-2005 Sauro Fattori - 2005-2006 Mario Vittadello - 2006 Sauro Fattori - 2006-2008 Roberto Bicchierai - 2008-2009 Agatino Cuttone - 2009 Girolamo Mesiti - 2009 Maurizio Costantini - 2009-2010 Enrico Zaccaroni - 2010 Maurizio Costantini - 2010 Rodolfo Vanoli - 2010-2014 Paolo Molfese - 2014-2018 Stefano Carobbi - 2018 Marco Tosi - 2018-2019 Alessandro Deri - 2019-2020 Marco Ghizzani - 2020-2021 Paolo Molfese - 2021-2022 Paolo Molfese - 2021-2022 Luca Alunno Corbucci - 2021-2022 Alessandro Deri - 2022-2023 Alessandro Deri - 2022-2023 Giacomo Chini - 2023-2024 Giacomo Chini - 2024-2025 Francesco Mocarelli - 2025-2026 Marco Guidi | Presidenti - 1922 Remo Bocci - 1922-1923 Nello Susini - 1923-1924 Alfonso Giacchi - 1928-1929 Silvio Montanelli - 1929-1933 Fernando Lepri - 1933-1934 Aladino Masoni - 1934-1935 Nestore Cappelli - 1935-1936 G. Gastone Bottai - 1936-1937 Alfonso Lepri - 1937-1943 ? - 1945-1946 Mario Portigiani - 1946-1948 Leonardo Meoni - 1948-1949 Feruglio Pertici - 1949-1951 ? - 1951-1953 Giuseppe Fontani - 1953-1958 Giustino Gallanti - 1958-1959 Varno Pacini - 1959-1964 Giustino Gallanti - 1964-1967 Giovanni Mezzetti - 1967-1968 Giovanni Mezzetti, Guglielmo Panti - 1968-1969 Guglielmo Panti, Corrado Mori - 1969-1972 Francesco Bottai - 1972-1978 Igino Bartoli - 1978 Franco Traiani - 1978-1979 Alessandro Nencini - 1979-1981 Silvano Busini - 1981 Guido Pacchioni - 1981-1987 Pietro Fratiglioni - 1987-1990 Mino Senesi - 1990-1996 Luciano Ninci - 1996-1997 Luciano Ninci, Pietro Fratiglioni - 1997-1998 Luciano Ninci, Alberto Brandani - 1998-1999 Alberto Brandani - 1999-2001 Pietro Fratiglioni - 2001 Enzo Menichetti - 2002 Pietro Fratiglioni - 2003 Enzo Menichetti - 2003-2005 Fabiano Bagnoli - 2005-2006 Fabio Biancucci - 2006-2007 Mauro Monnecchi, Fabio Biancucci - 2007-2009 Fabio Biancucci - 2010 Giorgio Bresciani - 2010-2011 Giuseppe Carchivi, Massimo Rugi, Paolo Rugi - 2011-oggi Massimo Rugi |

## Palmarès

### Competizioni Interregionali
- Campionato Interregionale: 1

1990-1991 (girone F)

### Competizioni regionali
- Quarta Divisione: 1

1925-1926
- Prima Divisione: 1

1957-1958
- Seconda Categoria: 1

1968-1969
- Prima Categoria: 2

1972-1973, 1983-1984
- Promozione: 2

1985-1986 (girone B), 1987-1988 (girone B)
- Eccellenza: 2

2006-2007 (girone B), 2012-2013 (girone B)

### Competizioni provinciali
- Terza Categoria: 1

2010-2011
- Coppa Provinciale: 1

2010-2011

### Altri piazzamenti
- Serie D:

Secondo posto: 2007-2008 (girone E)
- Campionato Nazionale Dilettanti:

Secondo posto: 1993-1994 (girone A)
- Eccellenza:

Terzo posto: 2018-2019 (girone B)
- Promozione:

Terzo posto: 1950-1951 (girone H)
- Coppa Italia Serie D:

Finalista: 2007-2008
- Coppa Italia Dilettanti Toscana:

Finalista: 2011-2012

## Statistiche e record

### Partecipazione ai campionati
| Categoria | Partecipazioni | Debutto   | Ultima stagione |
| --------- | -------------- | --------- | --------------- |
| C         | 4              | 1946-1947 | 2009-2010       |
| D         | 28             | 1928-1929 | 2017-2018       |

In 31 stagioni sportive disputate nella Lega Nazionale Dilettanti e nella Lega Italiana Calcio Professionistico.

## Tifoseria della Colligiana
La tifoseria della Colligiana inizia ad essere organizzata nel 1977 grazie al gruppo "guelfi"; dal 1982 si sono susseguiti molti altri gruppi (dall'onda d'urto alla gioventù biancorossa) ma dopo pochi anni si sono sciolti per alcune divisioni interne. Dal 1982 in poi il tifo biancorosso ha avuto molte realtà diverse e spesso in contrasto tra di loro.

### Gemellaggi e rivalità
Storicamente la tifoseria della Colligiana ha intrattenuto buoni rapporti con gran parte dei tifosi delle squadre principali di Firenze: Fiorentina e Rondinella; l'amicizia con gruppi di tifosi di Firenze è dovuta anche al fatto che Colle di Val d'Elsa, durante il medioevo, era guelfa e alleata di Firenze, inoltre, dal 1479, tutti coloro che nascono nel territorio di Colle di Val d'Elsa sono cittadini onorari di Firenze: così stabilì il comune di Firenze in una delibera perpetua del 1479. Dal 2022 la tifoseria della Colligiana ha iniziato ad avere buoni rapporti anche con la tifoseria del Gubbio. Per quanto riguarda le rivalità è doveroso ricordare che i vecchi tifosi della Colligiana hanno avuto una forte rivalità verso i tifosi del Siena, soprattutto verso i tifosi della Rubur che in passato si sono definiti "ghibellini", per logici motivi legati alla vecchia amicizia tra i tifosi biancorossi e molti tifosi fiorentini: epico il dono delle maglie biancorosse alla Fiorentina, nel 1927; negli anni settanta i tifosi biancorossi vollero che la Colligiana affrontasse l'amichevole di prestigio con il Genoa, poi vinta 2-1, con le maglie viola per onorare la Fiorentina; la nascita del tifo organizzato biancorosso, nel 1977, con il gruppo "guelfi" che era un gruppo principalmente rivale di quella parte di tifosi del Siena che si definivano "ghibellini"; l'inaugurazione del nuovo stadio, nel 1982, quando i tifosi e la società vollero invitare la Fiorentina, allora della famiglia Pontello,  per inaugurarlo. Nella stagione 2011-2012, in Eccellenza, la Colligiana ha disputato anche il derby con l'altra società valdelsana del Gracciano. Oggi le rivalità principali della tifoseria biancorossa sono rimaste soprattutto due: con il Poggibonsi e la Sangiovannese.

## La tifoseria valdelsana biancorossa è apartitica
Il tifo valdelsano biancorosso ha una condotta contraria all'introduzione della politica negli stadi e lo slogan è sempre stato "né di destra, né di sinistra" con il rifiuto di qualsiasi esposizione di bandiera di partito allo stadio. Si registrano solo striscioni a favore della "Valdelsa guelfa" durante il periodo nel quale il tifo era guidato dai pionieri del gruppo "guelfi".